# Ericka Lorenz
Ericka Denise Lorenz, född 18 februari 1981 i San Diego, Kalifornien, är en amerikansk vattenpolospelare. Hon ingick i USA:s OS-lag vid två olympiska spel. Lorenz gjorde sex mål i den olympiska vattenpoloturneringen i Sydney där USA tog silver. I den olympiska vattenpoloturneringen i Aten gjorde hon två mål. År 2003 var hon med om att ta guld i Holiday Cup, VM och Panamerikanska spelen. I den sistnämnda turneringen var hennes målsaldo 13 mål. Fyra år senare fick Lorenz vara med om ett andra VM-guld i samband med världsmästerskapen i simsport 2007 i Melbourne. Lorenz målsättning var att delta i OS för tredje gången, något som inte blev av på grund av skador.